# Tartu
Tartu là thành phố lớn thứ hai của đất nước Estonia. Thành phố có dân số 96 911 người (năm 2017).
Trái ngược với Tallinn, là thủ đô của Estonia về chính trị và tài chính, Tartu thường được coi là trung tâm trí tuệ và văn hóa, đặc biệt là vì nó là nơi có trường đại học lâu đời nhất và nổi tiếng nhất của Estonia. Nằm 186 km về phía đông nam của Tallinn, thành phố là trung tâm của miền nam Estonia. Sông Emajõgi, nối hai hồ lớn nhất của Estonia, qua Tartu. Thành phố này có Sân bay Tartu.
Trong lịch sử của, thành phố này có các tên gọi khác nhau bao gồm Tarbatu, một pháo đài Estonia thành lập vào thế kỷ thứ 5, Yuryev (tiếng Nga: Юрьев) được đặt tên bởi Yaroslav I Thông thái, và Dorpat là lần đầu tiên được biết đến với quân viễn chinh của Đức trong thế kỷ 13.
Thành phố Tartu đã thuộc kiểm soát của nhà cai trị khác nhau trong suốt lịch sử của nó, do đó họ đặt tên gọi khác nhau cho thành phố bằng các ngôn ngữ khác nhau. 